# Sainte-Croix (îles Vierges des États-Unis)
Pour les articles homonymes, voir Sainte-Croix.
Sainte-Croix (en anglais Saint Croix) est une île qui constitue, avec celles de Saint John et Saint Thomas, les îles Vierges des États-Unis, archipel faisant partie des Grandes Antilles. Toutefois, Sainte-Croix étant  située au sud de la fosse d'Anegada, elle fait partie des Petites Antilles.
Sainte-Croix est l'île la plus grande et la plus méridionale des trois. C'est une possession des États-Unis.
D'une superficie de 215 km2, l'île possédait une population de 50 601 habitants au recensement de 2010 et a comme ville principale la ville de Christiansted. La deuxième est Frederiksted.

## Histoire
Le premier Européen à aborder l'île est Christophe Colomb en 1493 lors de son deuxième voyage pour le Nouveau Monde. Ce dernier la baptisa alors Santa Cruz (Sainte-Croix). 
En 1625, les Hollandais colonisent l'île mais sont rapidement délogés par les Anglais en 1645. Ces derniers sont à leur tour chassés par les Espagnols en 1650. L'année suivante, Sainte-Croix devient française via le concours du gouverneur de Saint-Christophe, Philippe de Longvilliers de Poincy, qui permet l'acquisition de l'île par l'ordre de Saint-Jean de Jérusalem.

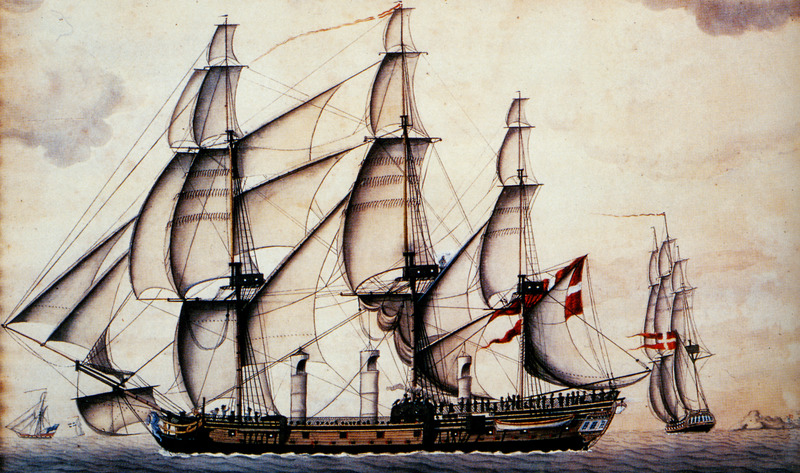
Le Fredensborg II, navire négrier danois-norvégien, lors de son voyage de 1788-1789 où il vend 287 esclaves à Sainte-Croix.

Elle reste française jusqu'à sa revente en 1733 à la Compagnie danoise des Indes occidentales et de Guinée, puis reprise en main directement par Frédéric V de Danemark en 1754. L'île faisait alors partie des Antilles danoises.
En 1917, l'île fut rachetée par les États-Unis. En 1986, il ne restait plus que 50 locuteurs du danois, tous âgés de plus de 75 ans. Ils étaient tous bilingues anglais/danois.

## Description
L'île présente un double visage. D'un côté, une vaste forêt tropicale, des récifs coralliens et des plages aux rochers hérissés de cactus géants. De l'autre, sur la côte sud, un vaste port à conteneurs inauguré en 1966, voisinant avec la Hovensa (en), longtemps l'une des dix plus grandes raffineries de pétrole au monde, qui traitait quotidiennement 500 000 barils de brut en provenance du Venezuela et qui a fermé en 2012, entrainant un chômage important. Longtemps prospère grâce à ses plantations de canne à sucre, dont l'exploitation ne s'est arrêtée qu'en 1966, Sainte-Croix a diversifié son économie, misant à la fois sur l'industrie, le tourisme balnéaire et les casinos. L'île n'a pas pour autant renoncé à sa tradition sucrière : fondée en 1760, la Cruzan Distillery continue à produire un rhum réputé, appelé le Cruzan Rum (en), grâce à du jus de canne importé d'autres îles des Caraïbes.
Elle est connue aussi pour son radiotélescope astronomique qui est l'un des dix que comprend le Very Long Baseline Array (traduisible par réseau à très longue ligne de base).

## Personnalités notables
- Tim Duncan, joueur de Basket-ball.
- Hubert Harrison (1883-1927), militant et activiste américain, y est né.
- Audre Lorde, poétesse féministe, lesbienne  et afro descendante, choisit de quitter l'Amérique pour revenir vivre à Sainte Croix afin de renouer avec ses racines familiales[4].
- Mary Thomas, surnommée "reine Mary", est une révolutionnaire à la tête des émeutes de Sainte-Croix de 1878 qui est condamnée à la réclusion à perpétuité. Une statue en son honneur est érigée à Copenhague en 2018[5].
- Sugar Ray Seales (1952-), boxeur, champion olympique en 1972.
- LaVerne Jones-Ferrette, sprinteuse.